# Crystal Telecom Rwanda
Crystal Telecom Rwanda est une société cotée dont le siège social est à Kigali, au Rwanda. La société détient une participation de 20 pour cent dans MTN Rwandancell comme seul investissement.

## Emplacement
Crystal Telecom a son siège social dans les bureaux de Crystal Ventures, au Grand Pension Plaza, au 14ème étage, au 2 KN 3 Avenue, à Kigali, la capitale et la plus grande ville du Rwanda. Les coordonnées géographiques du siège social de la société sont : 01°56'47.2"S, 30°03'37.4"E (Latitude : -1.946444 ; Longitude : 30.060389)  .

## Aperçu
Crystal Telecom est une société de véhicules à vocation spéciale qui possède 20 pour cent de MTN Rwandacell, membre du groupe MTN. Depuis 2015, cette participation était son seul investissement. En décembre 2019, Crystal Telecom avait un actif total de 24,038 milliards RWF (26 millions de dollars américains), avec des capitaux propres de 23 971 milliards RWF (25,9 millions de dollars américains).

## Histoire
Crystal Telecom a été créée en 2013  lorsque la société d'investissement Rwanda Crystal Ventures a cédé sa participation au MTN Rwandantell à sa filiale nouvellement constituée par le biais d'une introduction en bourse. L'introduction en bourse a eu lieu en juin 2015 et a été sursouscrite de 123 pour cent.
Les actions de la société ont commencé au le 17 juillet 2015 sous le symbole CTL sur le Bourse du Rwanda, ce qui en fait la troisième société locale à être cotée en bourse, derrière Bralirwa et Bank of Kigali,.

## Gouvernance
La société est supervisée par un conseil d'administration de cinq personnes. Le tableau ci-dessous présente la composition du conseil d'administration au 31 décembre 2017. Evelyn Kamagaju Rutawenda était la présidente et Iza Irame était la directrice générale.
| Rang | Membre d'équipage         | Position          | Remarques |
| ---- | ------------------------- | ----------------- | --------- |
| 1    | Evelyn Kamagaju Rutawenda | Président         | [ 7 ]     |
| 2    | Iza Irame                 | Directeur général | [ 7 ]     |
| 3    | Tcherno Gaye              | Membre            | [ 7 ]     |
| 4    | Jean Bosco Sebabi         | Membre            | [ 7 ]     |
| 5    | David Daluisen            | Membre            | [ 7 ]     |
|      | Total                     | 5                 |           |

## Voir également
- Groupe MTN
- Bourse du Rwanda